# 이언충
이언충(李彦冲, 1273년 ~ 1338년)은 고려 후기의 문신이다. 본관은 전의(全義)였으나, 1314년(고려 충숙왕 원년) 서림공에 봉해져 서림 이씨의 시조가 된다. 이혼(李混)의 조카이다.
자는 입지(立之), 호는 운재(芸齋)이다.

## 생애
1292년(충렬왕 18년) 20세로 사마시(司馬試)에 응시하여 으뜸으로 합격하고, 1294년(충렬왕 20년) 22세로 과거에 합격해 내시(內侍)에 들어가 흥신궁녹사(興信宮錄事)가 됨으로써 관직 생활을 시작하였다.
충렬왕(忠烈王), 충선왕(忠宣王), 충숙왕(忠肅王), 충혜왕(忠惠王) 등의 네 임금을 섬기면서, 관직이 정당문학(政堂文學)·도첨의평리(都僉議評理)·예문관대제학(藝文館大提學)·지춘추관사(知春秋館事)·상호군(上護軍)에 이르렀다.
1338년(충숙왕 복위 7) 66세로 졸했다.
시호는 문의(文義)이다.

## 가족
- 증조 - 이순(李順)[6] : 보승별장(保勝別將)
  - 조부 - 이천(李仟)[4] : 응양군대장군(鷹揚軍大將軍)·지예부사(知禮部事)
    - 아버지 - 이자원(李子蒝)[4] : 직문한서(直文翰署), 증(贈) 대사성(大司成)
    - 어머니 - 검교군기감(檢校軍器監) 김유선(金惟銑)의 딸[4]
      - 첫째 부인 - 도첨의평리(都僉議評理)·화평군(化平郡) 김희(金禧)의 딸[4]
        - 장남 - 이광기(李光起)[4] : 판소부시사(判少府寺事)
        - 차남 - 이광익(李光翊)[4] : 밀직사부사(密直司副使)
        - 첫째 사위 - 민상정(閔祥正, 1281년 ~ 1352년)[4] : 도첨의찬성사(都僉議贊成事)·예문관대제학(藝文館大提學)·지춘추관사(知春秋館事)·판판도사사(判版圖司事)·상호군(上護軍)
        - 둘째 사위 - 이을년(李乙年)[4][7] : 통례문사(通禮門使)

      - 둘째 부인 - 강령군(江寧郡) 홍수(洪綏)의 딸[4]
        - 3남 - 이사걸(李俟傑)[4] : 전의주부(典儀注簿)
        - 4남 - 이상원(李上元, 1324년 ~ ?)[4]
        - 5남 - 이삼보(李三寶, 1329년 ~ ?)[4]
        - 셋째 사위 - 원후(元詡)[4] : 판삼사사(判三司事)
        - 넷째 사위 - 윤희보(尹希甫)[4] : 판도총랑(版圖摠郞)
        - 다섯째 사위 - 봉문(奉文)[5] : 승지(承旨)·판도판서(版圖判書)
        - 여섯째 사위 - 박번(朴蕃)[5] : 감찰지평(監察持平)
        - 일곱째 사위 - 교하(交河) 노씨(盧氏)[5] : 서성군(瑞城君)

※『이언충 묘지명』에는 부인들이 각각 몇 명의 자녀를 낳았는지 나와 있지 않으나, 『씨족원류』를 참고해 문제를 해결했다.